# Jaltomata leivae
Jaltomata leivae ist eine Pflanzenart aus der Gattung Jaltomata in der Familie der Nachtschattengewächse (Solanaceae). Sie wurde 2007 erstbeschrieben.

## Beschreibung

### Vegetative Merkmale
Jaltomata leivae ist ein Halbstrauch oder Strauch, der oftmals an anderen Pflanzen angelehnt wächst und dann eine Größe von bis zu 2,5 m erreicht. Die jungen Stängel sind gewinkelt, grün und zunächst mit einfachen oder verzweigten Trichomen besetzt, später verkahlend. Die verholzten Äste können an der Basis bis zu 2 cm stark werden, ihr Querschnitt ist nahezu drehrund, sie sind braun, mit Korkwarzen besetzt und unbehaart.
Die Laubblätter stehen wechselständig, oftmals paarweise. Die Blattstiele werden bis zu 17 mm lang. Die Blattspreite ist häutig, eiförmig bis elliptisch und wird bis zu 11 cm lang und 5,3 cm breit. Beide Seiten der Blattspreite sind verkahlend, an jungen Blättern finden sich einfache und verzweigte Trichome. Nach vorn hin ist die Blattspreite zugespitzt und an der Basis leicht verschmälert, der Rand ist ganzrandig und an älteren Blättern etwas schwach bewimpert.

### Blütenstände und Blüten
Die aus meist zwei, selten auch einer oder drei Blüten bestehenden Blütenstände stehen in den Achseln. Der Blütenstandsstiel ist 1 bis 9 mm lang und grün gefärbt, an ihm stehen die 10 bis 14 mm langen Blütenstiele. Sowohl Blütenstandsstiel als auch Blütenstiel haben einen drehrunden Querschnitt und sind schwach bis dicht mit einfachen und verzweigten Trichomen besetzt. Die Blütenknospen besitzen eine kuppelförmige Spitze, der Querschnitt ist rund. 
Der Kelch ist grün gefärbt und zur Blütezeit zurückgebogen. Sein Durchmesser beträgt 15 mm, die Kelchzipfel sind dreieckig. Die Innenseite ist unbehaart, aber mit reichlichen Drüsen besetzt, die Außenseite ist dicht mit meist baumartig verzweigten, seltener mit einfachen oder gegabelten Trichomen und mit Drüsen besetzt. Der Rand des Kelches ist bewimpert. Die Krone ist urnenförmig, die Kronröhre ist an der Basis 7 bis 9 mm breit und 10 mm lang, der Kronsaum ist komplett zurückgebogen, misst 14 mm im Durchmesser und ist mit 10 Kronzipfeln besetzt, der Rand ist bewimpert. Die Farbe der Krone ist an der Basis leuchtend rot-violett und geht zum Rand hin zu einem hellen blau-violett bis cremefarbenen Farbton über. Die Innenseite der Kronröhre ist unbehaart, an der Basis sammelt sich in fünf Gruben ein roter Nektar. Die Außenseite ist an den Adern mit verzweigten und einfachen Trichomen besetzt. Auf den Kronzipfeln befinden sich reichlich Drüsen, auf der Innenseite des Kronsaums befinden sich 0,2 bis 0,3 mm lange, einfache Trichome, deren oberste Zelle verdickt ist.
Die Staubblätter sind 11 bis 14 mm lang, die Staubfäden sind cremegelb und auf 20 bis 25 % der Länge mit einfachen, nicht pigmentierten Trichomen besetzt. Die Staubbeutel stehen etwa 6 bis 7 mm über die Krone hinaus. Sie sind vor dem Aufspringen gelb gefärbt und 1,9 bis 3 mm lang. Nahe der Verwachsungsnaht der beiden Theka sind sie gelegentlich behaart. Der grün gefärbte Griffel ist 9 bis 18 mm lang und an der Spitze mit wenigen, etwa 0,06 mm langen Trichomen besetzt. Die etwas zweigelappte und köpfchenförmige Narbe ist dunkelgrün und 0,4 mm groß. Sie befindet sich etwa 5,5 mm vor den Staubbeuteln und 12 mm vor der Öffnung der Krone. Die Narbe ist mit Papillen besetzt, diese sind etwa 25 bis 30 µm lang. Der Blütenboden ist breit und umschließt die Basis des Fruchtknotens.

### Früchte
Zur Fruchtreife vergrößert sich der Kelch auf einen Durchmesser von 26 mm. Die Früchte sind nahezu kugelförmige, blass orange Beeren, die einen Durchmesser von 16 mm erreichen können. Es wurden bis zu 168 Samen in einer Frucht gezählt. Die Samen sind beinahe dreieckig bis nierenförmig, eingedrückt und grubig. Sie messen 1,59 bis 1,8 × 1,23 bis 1,47 × 0,42 bis 0,48 mm.

## Vorkommen
Die Art ist nur von einem Standort in Peru, aus der Provinz Cajamarca und der Provinz Contumazá bekannt. Sie wächst dort oberhalb der Stadt Guzmango in einer Schlucht nahe einem Fluss in einer Höhe zwischen 2560 und 2650 m.